# 浦町村
浦町村（うらまちむら）は、かつて青森県に存在した村である。

## 沿革
- 1889年（明治22年）4月1日 - 町村制施行により東津軽郡浦町村の一部が村制施行し、浦町村が発足。
- 1897年（明治30年）10月1日 - 東津軽郡青森町に編入され消滅。